# Unió Democràtica pel Reviscolament
La Unió Democràtica pel Reviscolament (georgià დემოკრატიული აღორძინების პავშირი, Demokratiuli Aghordzinebis Kavshiri, DAK) és un partit polític de Geòrgia amb base a Adjària. Va ser fundat el 1992 sota el nom d'Unió pel Renaixement de Geòrgia Adjària, i el 1998 va rebre el seu nom actual. El seu líder és el president d'Adjària, Aslan Abashidze. El partit governa la regió d'Adjària des de les eleccions del 6 de maig de 2004.
Va fer campanya per a la protecció dels interessos regionals, i va demanar governs regionals independents del govern central. Pretenia beneficiar-se de l'auge econòmic del lliure mercat amb les garanties de benestar social del sistema soviètic. Externament, advocava per un acostament a Rússia.
A les eleccions regionals d'Adjària va obtenir més del 95% dels vots al Consell Suprem Adjar. A les eleccions legislatives georgianes de 1995 va rebre el 7,03% dels vots i 31 escons. A les eleccions legislatives georgianes de 1999 va formar coalició amb socialistes i va obtenir el 25,18% i 64 escons, d'ells 15 per al seu partit. Al Parlament de Geòrgia actuà com a portaveu del govern d'Adjària.
Després de la Revolució Rosada de 2003, la popularitat del partit va caure dràsticament degut al fet que va donar suport al president Eduard Xevardnadze. A les eleccions legislatives georgianes de 2004 va caure al 6,01% dels vots i només sis diputats per mandat directe. Al Consell de la Ciutat de Tbilisi ocupava quatre dels 49 escons. El partit ha fundat un diari i una agència de notícies amb el nom d'Agordsineba.
La seva bandera era blava amb dotze estels de set puntes al cantó, de plata, i va fer funcions de bandera nacional d'Adjària fins a l'aprovació de la llei de símbols d'Adjària el 2000. Va inspirar també la bandera oficial d'Adjària del 2000 al 21 de juliol del 2004.